# Millas
Millas település Franciaországban, Pyrénées-Orientales megyében. Lakosainak száma 4325 fő (2022. január 1.). Millas Montner, Corneilla-la-Rivière, Saint-Féliu-d’Amont, Corbère-les-Cabanes, Corbère, Ille-sur-Têt, Néfiach, Bélesta és Camélas községekkel határos.

## Földrajz

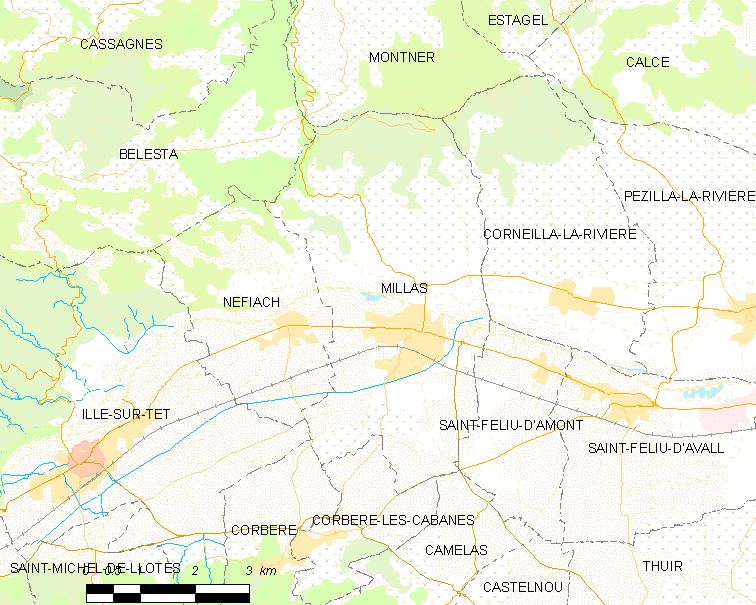
Millas és környéke

## Népesség
A település népességének változása:
| Lakosok száma | 4077 | 4218 | 4298 | 4279 | 4266 | 4264 | 4261 | 4294 | 4325 |
|               | 2013 | 2015 | 2016 | 2017 | 2018 | 2019 | 2020 | 2021 | 2022 |